# Carne de tu carne
Pour plus de détails, voir Fiche technique et Distribution.
Carne de tu carne est un film colombien réalisé par Carlos Mayolo. Il sort en salle pour la première fois le 31 octobre 1983 au musée d'arts modernes La Tertulia, à Cali, en Colombie.

## Synopsis
Le film se déroule durant la dictature militaire de Gustavo Rojas Pinilla. Il raconte l'histoire d'une famille qui se réunit pour la veillée funèbre de la matriarche et pour la lecture de son testament. Cependant, une explosion qui ravage une partie de la ville où se déroule la scène oblige les protagonistes à se séparer et à vivre différents évènements.

## Fiche technique
- Titre original : Carne de tu carne
- Réalisation : Carlos Mayolo
- Pays :  Colombie
- Format : 35 mm
- Durée : Long métrage de 86 minutes
- Genre : Drame, épouvante-horreur
- Date de sortie : 
  -  Colombie : le 31 octobre 1983 au musée d'arts modernes La Tertulia, à Cali[1].